# Oleg Pungin

Oleg Pungin, (nacido el 16 de noviembre de 1968 en Vladivostok, Rusia) es el baterista de la banda Mumiy Troll.
Del 1 al 10 ° grado que él fue miembro del grupo de los niños, Schastlivoye detstvo (Infancia Feliz). A finales de la década de 1980, después de terminar la escuela, trabajó en una canción de la Flota del Pacífico y el grupo de danza. A finales de la década de 1990, estaba trabajando en la radio por escrito los títulos y los anuncios publicitarios, y el registro de varios artistas. Fundó uno de los estudios de grabación de Vladivostok, donde trabajó como arreglista e ingeniero de grabación de sonido de otros artistas de Vladivostok. En el verano de 1997, recibió una oferta para realizar varios conciertos con Mumiy Troll en el Lejano Oriente, después de lo cual se convirtió en un miembro permanente de la banda.